# 월곡중학교 (서울)
월곡중학교(月谷中學校)는 대한민국 서울특별시 성북구 상월곡동에 있는 공립 중학교이다.

## 학교 연혁
- 1986년 1월 29일 : 월곡중학교 설립 인가(공립)
- 1986년 2월 12일 : 신입생 9학급 배정(총 554명) 남 306명, 여 248명
- 1986년 3월 1일 : 초대 이계형 교장 취임
- 1986년 3월 4일 : 제1회 입학식(9학급 551명)
- 1986년 5월 14일 : 개교식
- 1989년 2월 14일 : 제1회 졸업식(557명)
- 2002년 8월 17일 : 멀티미디어실, 도서실, 다용도실, 전산실 증축
- 2006년 8월 17일 : 도서실, 가사실 리모델링
- 2019년 9월 1일 : 제13대 김영산 교장 취임
- 2021년 3월 7일 : 급식실 준공
- 2022년 2월 10일 : 디지털미디어센터 구축
- 2022년 2월 28일 : 특수학급 증설
- 2023년 1월 5일 : 제35회 졸업식(6학급 173명, 총 10,896명)
- 2023년 3월 2일 : 제38회 입학식(7학급 169명)

## 갤러리

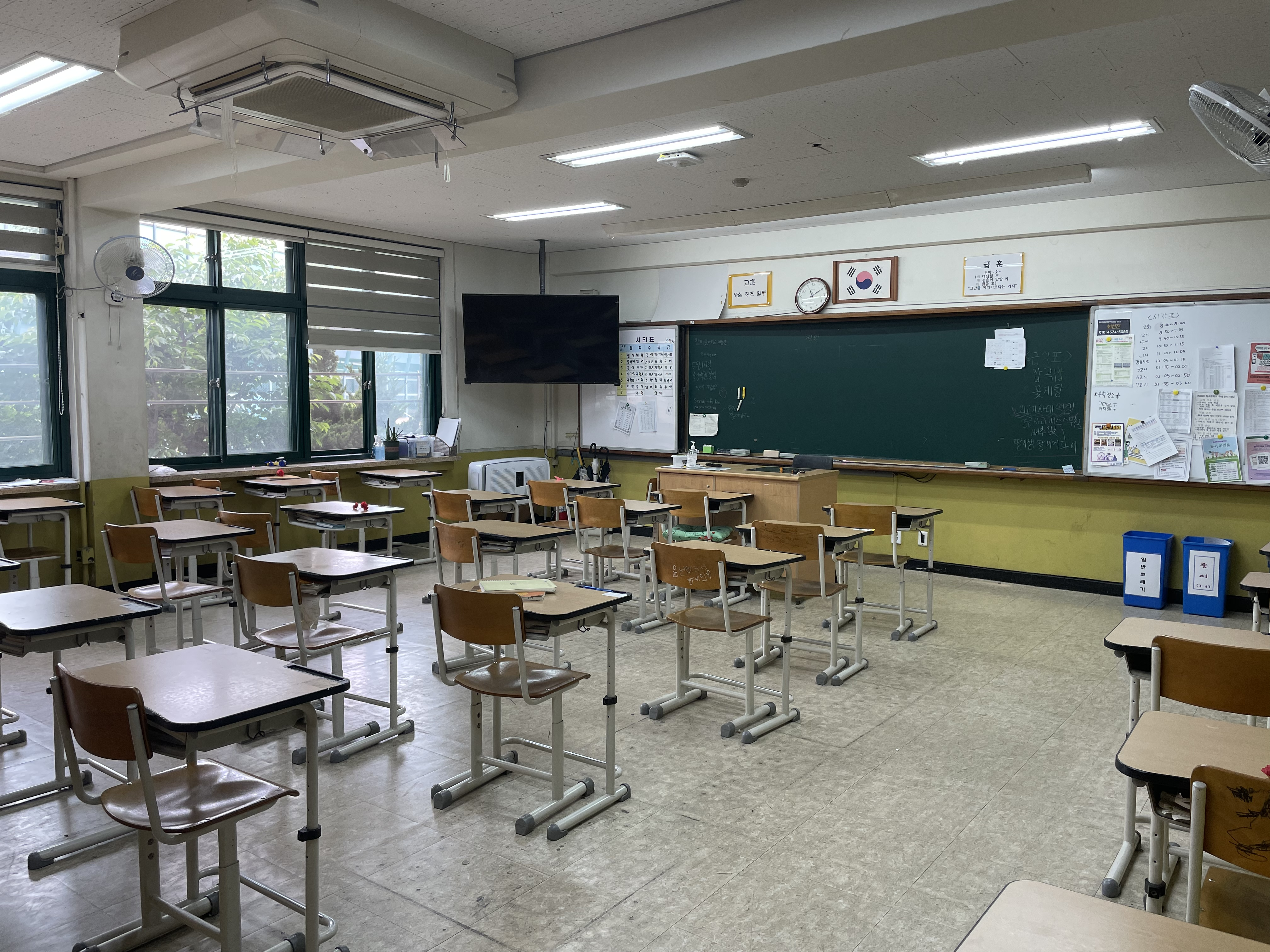
월곡중학교 교실
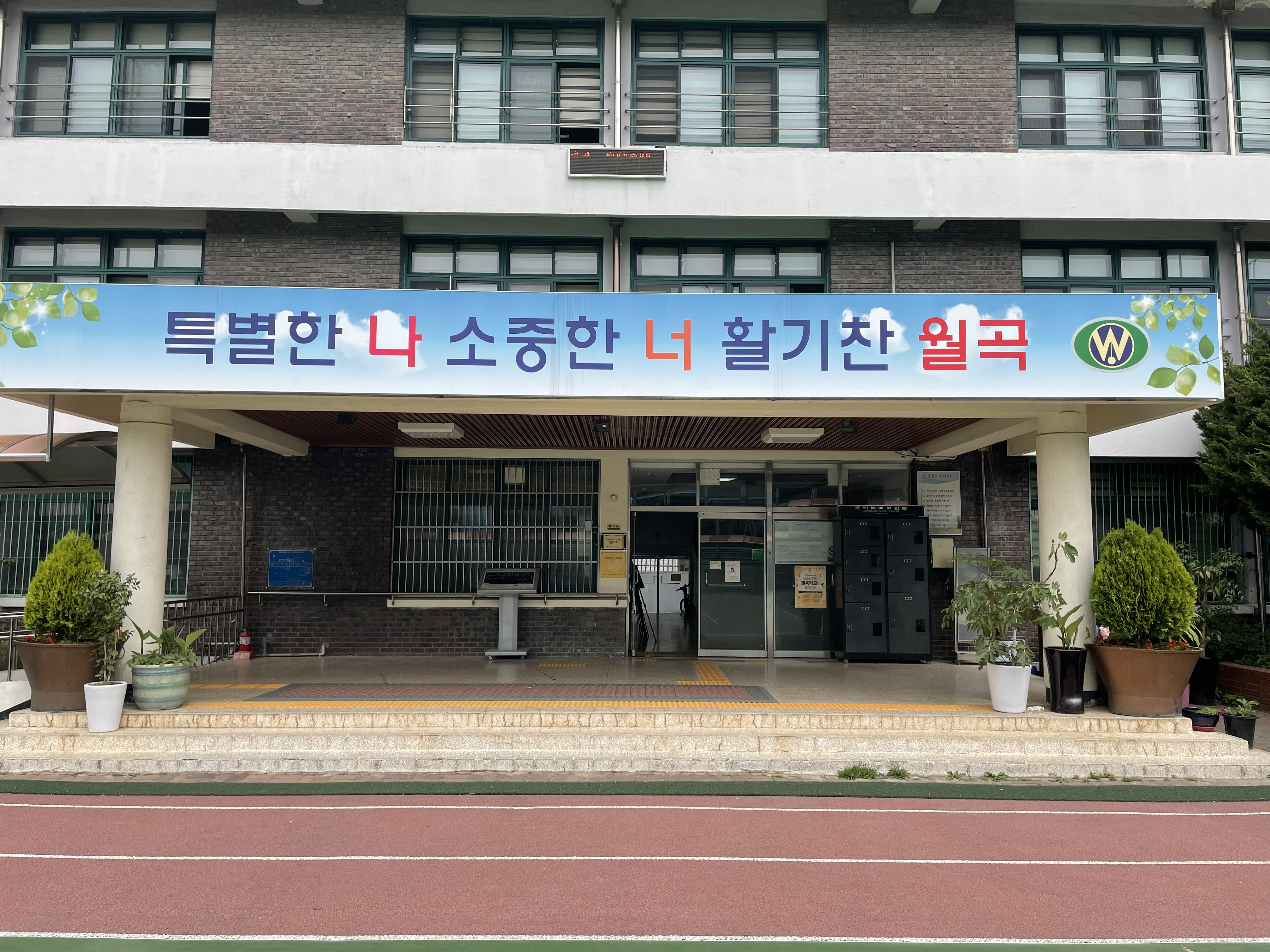
월곡중학교 중앙계단
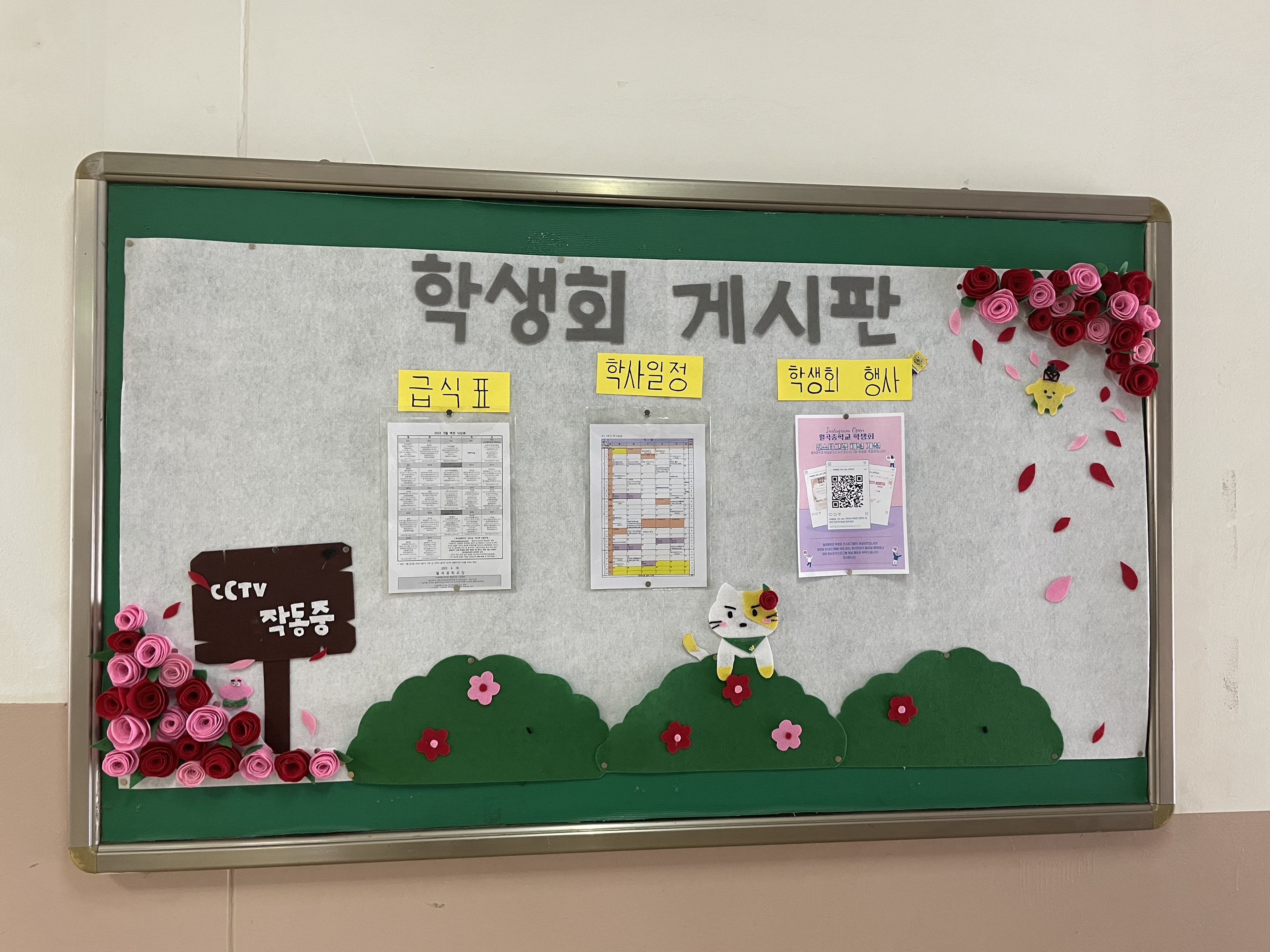
월곡중학교 학생회 게시판
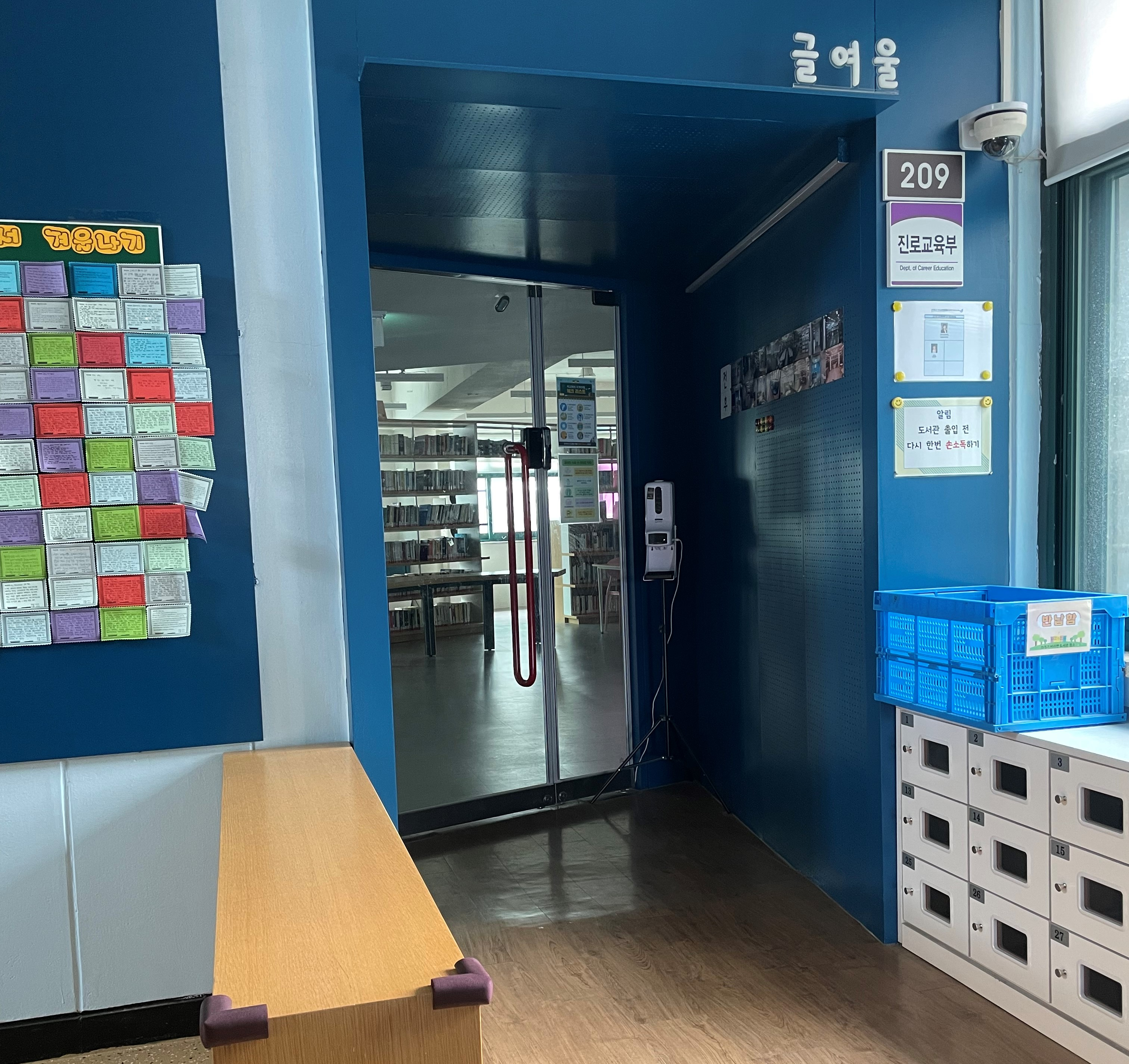
월곡중 글여울

## 참고 자료
- 월곡중학교 - 한국교육학술정보원 학교알리미